# Hipparchia danae
Hipparchia danae är en fjärilsart som beskrevs av Hüfnagel 1766. Hipparchia danae ingår i släktet Hipparchia och familjen praktfjärilar. Inga underarter finns listade i Catalogue of Life.